# Fangataufa
Fangataufa é um atol das Tuamotu, na Polinésia Francesa. Administrativamente depende da comuna de Tureia, mas foi cedida pela Assembleia Territorial ao Centro de Experimentação do Pacífico, juntamente com o atol de Moruroa, para que se fizessem ensaios nucleares. Está situado a sudeste do arquipélago, a 40 km a sudeste de Moruroa.
O atol tem forma retangular, 8,5 km de comprimento e 7,5 km de largura, com uma área total de 45 km². Originalmente não tinha nenhuma passagem para a lagoa interior, mas as forças armadas francesas retiraram 400 metros de escolhos para abrir uma passagem que facilitasse o programa de ensaios nucleares. É uma zona militar com acesso proibido sem autorização.

## História
Foi descoberto em 1826 pelo marinheiro da Royal Navy e geógrafo inglês Frederick William Beechey. Beechey comandava uma expedição do Almirantado Britânico em busca da Passagem do Noroeste a partir da costa oriental (1825-28) e dirigia-se para o Pacifico Norte. É um dos 23 atóis que Beechey explorou no arquipélago e chamou-o Cockburn Island.
Foi habitado no século XX por recoletores de copra. Em 1964 foi cedido para ser utilizado como pista de tiro no programa nuclear francês. Entre 1966 e 1996 fizeram-se cinco explosões nucleares atmosféricas e 10 subterrâneas a uma profundidade de entre 500 e 700 metros sob a lagoa.